# Pošná
Pošná é uma comuna checa localizada na região de Vysočina, distrito de Pelhřimov.